# Janez Kozinc
Janez Kozinc, slovenski škof, bogoslovec, kemik, raziskovalec, * 21. avgust 1975, Celje.

## Mladost in študij
Najprej je študiral naravoslovje in kemijo na Univerzi v Ljubljani. Leta 1999 je diplomiral na Fakulteti za kemijo in kemijsko tehnologijo in leta 2005 še doktoriral iz analitske kemije. Med študijem je opravil civilni vojaški rok, nato pa je delal na ekološkem inštitu Erico v Velenju.
Leta 2006 je vstopil v bogoslovno semenišče v Mariboru. Leta 2008, po študiju filozofije in bogoslovja, je na predlog ordinarija Antona Stresa začel podiplomski študij s področja biblikuma pod mentorstvom prof. Maksimilijana Matjaža. Magisterij je zaključil julija 2011. Pred tem, 29. junija 2010 je bil že posvečen v duhovnika in je začel duhovniško službovanje v celjski škofiji. Posvetil ga je Stanislav Lipovšek.

## Duhovniški poklic
Več let je kaplanoval v Šoštanju (2010–2014) in Šmarju pri Jelšah (2014–2015). Prvič je bil leta 2015 imenovan za župnika v Pišecah, kjer je župnikoval do 2019.
Leta 2017 so ga imenovali za prodekana dekanije Videm ob Savi. V celjski škofiji je zasedel več pomembnih vlog kot član duhovniškega sveta, zbora svetovalcev in škofijskega pastoralnega sveta. Med 2012 in 2018 je predaval eksegezo Nove zaveze na katehetsko pastoralni šoli.
Od avgusta 2018 je bil usklajevalec in izvajalec propedevtičnega letnika ljubljanskega Bogoslovnega semenišča, za kar se je dodatno izobraževal na Gregoriani v Rimu. Tamkajšnji študij je oktobra 2018 opravil kot vzgojitelj duhovnikov in posvečenega življenja (Centro San Pietro Favre per i Formatori al Sacerdozio e alla Vita Consacrata).
Od 2022 je bil vodja Komisije za trajno duhovniško formacijo in vodja bogoslovcev v celjski škofiji.

## Na čelu Škofije Murska Sobota
18. junija 2025 ga je papež Leon XIV. imenoval za tretjega škofa Murske Sobote. Na tem položaju je nasledil Petra Štumpfa, ki je bil tega leta premeščen v koprsko škofijo pod nekdanjim papežem Frančiškom.